# Jacków (Silésie)
Pour les articles homonymes, voir Jacków.
Jacków est une localité polonaise de la gmina de Kruszyna, située dans le powiat de Częstochowa en voïvodie de Silésie.